# Mesobiotus aradasi
Espèce
Synonymes
- Macrobiotus aradasi Binda, Pilato & Lisi, 2005

Mesobiotus aradasi est une espèce de tardigrades de la famille des Macrobiotidae.

## Distribution
Cette espèce est endémique des îles Shetland du Sud en Antarctique.

## Étymologie
Cette espèce est nommée en l'honneur d'Andrea Aradas.

## Publication originale
- Binda, Pilato & Lisi, 2005 : Remarks on Macrobiotus furciger Murray, 1906 and description of three new species of the furciger group (Eutardigrada, Macrobiotidae). Zootaxa, no 1075, p. 55-68.